# FIDE Women's Grand Swiss 2023
Il FIDE Women's Grand Swiss 2023 è un torneo di scacchi che si è svolto a Douglas, nell'Isola di Man dal 25 ottobre al 5 novembre del 2023. La competizione è parte del ciclo mondiale 2023-2025 e dava diritto alla partecipazione al Torneo delle candidate 2024 alle prime due classificate.
Il torneo è stato vinto dal maestro internazionale indiano Vaishali Rameshbabu. La cinese Tan Zhongyi (grande maestro) si è qualificata al Torneo delle candidate.
Come nella prima edizione, il torneo si è svolto in concomitanza del FIDE Grand Swiss.

## Criteri di qualificazione
Sono state invitate al torneo:
1. Le prime 40 della Classifica mondiale FIDE nell'aggiornamento di giugno 2023.[2]
2. Una giocatrice per ogni zona continentale, stabilita da ognuno dei presidenti di zona - 4 giocatrici;
3. Wild card della FIDE - 4 giocatrici;
4. Wild card degli organizzatori - fino a 2 giocatrici.

Tutte le giocatrici devono aver svolto almeno 10 partite in tornei standard negli ultimi 12 mesi o essere risultate attive per 6 aggiornamenti su 12.

## Formato
Il torneo era un sistema svizzero di 11 turni. Il tempo di gioco era di 90 minuti per le prime 40 mosse, 30 minuti aggiuntivi fino alla fine dell'incontro. Incremento di 30 secondi a mossa da mossa 1. Le patte d'accordo erano vietate sino alla 30ª mossa.

### Spareggio tecnico
In caso di parità in classifica di due o più giocatori all'ultimo turno, i criteri di spareggio erano i seguenti:
- La media del rating degli avversari incontrati - AROC 1
- Bucholz Cut 1;
- Bucholz;
- Scontri diretti;
- Sorteggio.

### Montepremi
Il montepremi totale era di 140 000 dollari, distribuiti nel modo seguente:
| P. | Premio     | P.      | Premio    |
| -- | ---------- | ------- | --------- |
| 1º | 25 000 USD | 7º      | 7 000 USD |
| 2º | 17 500 USD | 8º      | 6 000 USD |
| 3º | 15 000 USD | 9º      | 5 000 USD |
| 4º | 13 000 USD | 10º     | 4 000 USD |
| 5º | 11 000 USD | 11º-15º | 2 500 USD |
| 6º | 8 000 USD  | 16º-20º | 2 000 USD |

## Partecipanti
| P. | Giocatrice                | Elo FIDE |
| -- | ------------------------- | -------- |
| 1  | Aleksandra Gorjačkina     | 2558     |
| 2  | Aleksandra Kostenjuk      | 2523     |
| 3  | Marija Muzyčuk            | 2519     |
| 4  | Tan Zhongyi               | 2517     |
| 5  | Anna Muzyčuk              | 2510     |
| 6  | Polina Šuvalova           | 2506     |
| 7  | Harika Dronavalli         | 2502     |
| 8  | Elisabeth Pähtz           | 2484     |
| 9  | Sarasadat Khademalsharieh | 2476     |
| 10 | Nino Batsiashvili         | 2475     |